# Marco Antonio Mendoza
Marco Antonio Mendoza Abate (Honduras; Años 1940-Nueva Jersey; 22 de enero de 2022) fue un futbolista hondureño que jugaba como centrocampista.

## Trayectoria
Jugó toda su carrera en el Olimpia de su ciudad, alzando cinco títulos de Liga Nacional de Honduras.

## Selección nacional
Participó con la selección de Honduras en varios torneos internacionales de la Concacaf, incluida en la clasificación para el Mundial de 1970.

### Participaciones en Campeonatos Concacaf
| Copa                                          | Sede              | Resultado     | Part. | Goles |
| --------------------------------------------- | ----------------- | ------------- | ----- | ----- |
| Campeonato de Naciones de la Concacaf de 1967 | Honduras          | Tercer puesto | 0     | 0     |
| Campeonato de Naciones de la Concacaf de 1971 | Trinidad y Tobago | Sexto puesto  | 4     | 0     |

## Palmarés

### Títulos nacionales
| Título        | Equipo  | País     | Año     |
| ------------- | ------- | -------- | ------- |
| Liga Nacional | Olimpia | Honduras | 1966-67 |
| Liga Nacional | Olimpia | Honduras | 1967-68 |
| Liga Nacional | Olimpia | Honduras | 1969-70 |
| Liga Nacional | Olimpia | Honduras | 1971-72 |
| Liga Nacional | Olimpia | Honduras | 1977-78 |

### Títulos internacionales
| Título                           | Equipo  | País     | Año  |
| -------------------------------- | ------- | -------- | ---- |
| Copa de Campeones de la Concacaf | Olimpia | Honduras | 1972 |